# Harth-Pöllnitz
Harth-Pöllnitz település Németországban, azon belül Türingiában. Lakosainak száma 2680 fő (2023. december 31.). Harth-Pöllnitz Auma-Weidatal és Weida községekkel határos.

## Népesség
A település népességének változása:
| Lakosok száma | 2888 | 2852 | 2817 | 2751 | 2680 |
|               | 2017 | 2019 | 2021 | 2022 | 2023 |